# Blanca Estela Piña Gudiño
Blanca Estela Piña Gudiño (Morelia, Michoacán; 28 de diciembre de 1955) es una profesora y política michoacana. Forma parte del Movimiento de Regeneración Nacional, fue elegida Senadora al Congreso de la Unión en Primera Fórmula por el estado de Michoacán para el periodo que inició el 1 de septiembre de 2018.

## Biografía
Es profesora jubilada de educación básica del sistema federal, en actividades artísticas y culturales. También es intérprete de música folklórica y luchadora social en el estado.
En el proceso electoral 2014-2015 fue candidata a diputada plurinominal de MORENA por la V circunscripción. A partir de ese año se desempeñó como Secretaria de Arte y Cultura del actual Comité Ejecutivo Estatal del MORENA en Michoacán.
El instituto político al que pertenece la eligió como candidata a la senaduría por medio de una encuesta para participar en las Elecciones federales de México de 2018 por representación proporcional y por entidad federativa. Al ganar la primera fórmula del estado de Michoacán, por ley debió dejar la numeración plurinominal.
En la LXIV Legislatura en el Senado de la República fue nombrada secretaria de la Comisión Para la Igualdad de Género, además es integrante de las comisiones de Desarrollo y Bienestar Social, Educación, Trabajo y Previsión Social y Cultura.